# PaRappa the Rapper
PaRappa the Rapper (jap. パラッパラッパー, Parapparappā), auch bekannt als „PaRappaRappa“ und „PaRappa the Rappa“, ist ein Rhythmus-Videospiel für die PlayStation. Entwickelt wurde es von Masaya Matsuura und seiner Firma NanaOn-Sha. Der Zeichenstil wurde von Rodney Greenblat entwickelt. Es wurde am 6. Dezember 1996 in Japan, am 31. Oktober 1997 in Nordamerika und im September 1997 in Europa veröffentlicht. Es war eines der ersten Rhythmus-Videospiele. Während das Gameplay in einigen Leveln sehr einfach ist, ist das Spiel vor allem durch seine besondere Grafik, seinen Sound und die bizarre Geschichte bemerkenswert. Obwohl das Spiel in Japan entwickelt wurde, sind alle Lieder und Dialoge in Englisch. Das Spiel ist nach dem Namen des Protagonisten Parappa benannt, einem rappenden Hund mit dem Motto „I gotta believe!“.
1999 folgte ein Spin-off namens UmJammer Lammy für die PlayStation und im Jahr 2001 die Fortsetzung PaRappa the Rapper 2 für die PlayStation 2. Eine Umsetzung des Spieles für die tragbare Spielkonsole PlayStation Portable wurde 2006 in Japan veröffentlicht. Außerdem wurde durch J.C.Staff und Production I.G eine gleichnamige 30-teilige Anime-Serie produziert, die 2001 auf Fuji Television ausgestrahlt wurde.

## Handlung
Der Spieler schlüpft in die Rolle von Parappa, einem hauchdünnen, rappenden Hund. Er versucht, das Herz von Sunny Funny, einem einer Blume ähnlichen Mädchen zu gewinnen. Er wird dabei von seinen Freunden Katy Kat (einer begeisterten Katze) und PJ Berri (einem dicken Teddybär-DJ mit großem Appetit) unterstützt. Der Gegenspieler von Parappa ist Joe Chin, ein reicher und narzisstischer Hund, welcher auch an Sunny Funny interessiert ist.
Um Sunny Funny zu beeindrucken, lernt Parappa, im Kung-Fu-Dojo zu kämpfen, und nimmt eine Fahrstunde, um seine Lizenz zu erhalten.
Er macht aber das Auto seines Vaters kaputt und muss auf dem Flohmarkt das Geld für die Reparatur verdienen.
An Sunnys Geburtstag macht Parappa Kuchen, ruiniert ihn aber nach einer Begegnung mit Joe. Darauf macht er einen neuen Kuchen in einer Koch-Show, isst jedoch zu viel davon.
Danach ist er einige Zeit alleine mit Sunny, muss aber dringend auf die Toilette. Parappa muss nun gegen seine Lehrer rappen, um den ersten Platz in der Schlange zu bekommen.
Dann, eines Nachts, ist Parappa in den Fun Club eingeladen und bittet Sunny, mit ihm zu gehen. Sie ist damit einverstanden. Parappa rappt dann mit allen auf der Bühne und drückt mit dem Lied seine Gefühle für Sunny aus.

## Rezeption
Bei der ersten jährlichen Verleihung der Interactive Achievement Awards wurde das Spiel 1998 von der Academy of Interactive Arts & Sciences mit je einem Preis in den Kategorien Outstanding Achievement in Interactive Design und Outstanding Achievement in Sound and Music ausgezeichnet und war außerdem in der Hauptkategorie Interactive Title of the Year nominiert. Das US-amerikanische Online-Spielemagazin GameSpot nahm das Spiel noch 2006 als genrebildend auf seine Liste der Top-10-Rhythmusspiele auf.